# WW 3
WW 3 är en amerikansk TV-film från 2001 som regisserades av Robert Mandel.

## Handling
Larry Sullivan är en ärlig FBI-agent. När ett mystiskt virus drabbar ett kryssningsfartyg skickas han till sin farbror John, som var en av de ledande experterna på att framställa kärnvapen under 1960-talet. John och hans gamle ryske vän Yuri bekräftar att det rör sig om det väldigt farliga och dödliga Marburg-viruset. Marburg-viruset orsakas av kärnvapen och är tillräckligt kraftigt för att kunna utplåna allt liv på en hel kontinent.

## Om filmen
WW 3 blev Lane Smiths sista film.

## Rollista i urval
- Timothy Hutton - Larry Sullivan
- Lane Smith - John Sullivan
- Marin Hinkle - Judy Rosenberg
- Michael Constantine - Yuri Zenkovsky
- Peter Benson - Peter Mint
- Gary Perez - Edward Cruz
- Vanessa Williams - M.J. Blake